# Рукер, Джефф
Джеффри Уильям Рукер, барон Рукер (англ. Jeffrey William Rooker, Baron Rooker; род. 5 июня 1941) — британский политик и пэр, член (с 2001) и заместитель лидера (2005—2008) Палаты лордов Великобритании.

## Биография
Родился 5 июня 1941 года. Окончил среднюю школу на Олдридж-роуд, Грейт-Барр. Изначально Рукер получил образование инженера-технолога, после чего на протяжении 14 лет работал на заводе в Бирмингеме. Спустя несколько лет он стал преподавать в Университете Ковентри.
В дальнейшем Рукер получил степень бакалавра в Астонском университете и с 1963 по 1964 год был редактором газеты «Student Union News». Позже он получил степень магистра в области промышленных отношений в Уорикском университете.

## Карьера
В октябре 1971 года Рукер был выбран кандидатом в Палату общин от округа Бирмингем-Перри-Бэрр, одержав победу на парламентских выборах в феврале 1974 года.
Рукер привлёк внимание общественности в 1977 году, когда вместе со своей коллегой Одри Уайз представил поправку к бюджету, которая связала налоговые льготы для физических лиц с уровнем инфляции, тем самым предотвращая сокращение необлагаемых налогом доходов.
После того как Тони Блэр привёл лейбористов к власти на парламентских выборах 1997 года, Рукер занял пост государственного министра по вопросам сельского хозяйства, рыболовства и продовольствия, а в 1999 году стал министром по вопросам пенсионного обеспечения. 16 июня 2001 года он был назначен пожизненным пэром с титулом барона Рукера.
6 мая 2006 года Рукер был назначен государственным министром по вопросам устойчивого питания, сельского хозяйства и здоровья животных. Его назначение на эту должность вызвало споры из-за его известных взглядов в поддержку охоты. После долгих споров, в октябре 2008 года Рукер был отправлен в отставку.

## Личная жизнь
В 1972 году в Паддингтоне, Лондон, состоялась свадьба Рукера и Анджелы Эдвардс. Эдвардс скончалась в январе 2003 года и 5 февраля 2010 года Рукер женился во второй раз на Хелен Хьюз на частной церемонии в Крайстчерче, Новая Зеландия.